# 岩浪美和
岩浪 美和（いわなみ よしかず、5月19日 - ）は、日本の音響監督。神奈川県横浜市出身。

## 概要・経歴・人物
横浜名画座のそばで生まれ育ち、通っていた銭湯から大量に招待券をもらい、映画を浴びるように観る日々を送る。
学生時代に自主映画の制作などを通じて映画や演劇に興味を持ち、専門学校で音響芸術科を学ぶも、単位が足りず卒業延期になってしまう。卒業証明のためのレポートを提出した際、学校にプロセンスタジオを紹介され、同社で働き始める。ミキシング・エンジニアとして『ニュースステーション』のコーナーVTRをはじめ、吹き替えやドキュメンタリー、アダルトビデオに至るまでジャンルを問わず担当した。6年間勤めた後、副業で映像演出の仕事を始めたのをきっかけに、子供向け番組の制作スタッフからアニメ音響の仕事のオファーをもらう。山田悦司のアシスタントをしながら音響監督としてのキャリアをスタートさせ、本格的なデビュー作となった『ダッシュ!四駆郎』では山田の厚意により、対外的な信用を得るために「山田悦司演出グループ」と名義を借り受ける。岩浪は名目上の弟子としてくれた山田を恩人と敬っている。
2000年代まではウィーヴ（旧：イオン）企画作品やディオメディア（旧：スタジオバルセロナ）元請作品の多くに参加した。また、音響効果技師の小山恭正、ミキサー兼音響監督の山口貴之と組むことが多い。担当作品の音響制作業務は主にHALF H・P STUDIO、マジックカプセル、グロービジョンが受託している。
参加作品（特に子供向けアニメや少年向けアニメ）に声優のアドリブやパロディBGMが多用されることでも知られる。特にトランスフォーマーシリーズのアニメ作品には『ビーストウォーズ』から『プライム』、『サイバーバース』まで国内・海外作品を問わず多くの作品に関わっており、海外作品の吹き替えでは原語版にはないアドリブを挿入するなど、コミカルな脚色を数多く加えた演出となっている。
2006年の『ワンワンセレプー それゆけ!徹之進』には岩浪を基にしたモブキャラクターが登場した（声はあてていない）。同作以降はいわゆる子供向けアニメには長らく参加していなかったが、2010年の『トランスフォーマー アニメイテッド』と『ジュエルペット てぃんくる☆』で復帰した。
自身が担当した作品を上映する映画館での音響効果調整や、突貫で臨時映画館として仕立て上げた上映会のプロデュースに自ら携わる事もある。
また、イマーシブサウンドでの制作に積極的であり、2017年公開の『BLAME!』で国内アニメとしては初めてドルビーアトモスを導入して以降、その後も劇場版アニメの一部でドルビーアトモスを採用している（『ガールズ&パンツァー 最終章 第1話・第2話・第3話』、『ニンジャバットマン』、『スパイダーマン:スパイダーバース』（吹替版）、『HELLO WORLD』、『シドニアの騎士 あいつむぐほし』、『劇場版ソードアート・オンライン プログレッシブ 星なき夜のアリア』）。また、『ガールズ&パンツァー 最終章 第1話』では、実写を含めた邦画作品で初となるDTS:Xを採用した。

## 参加作品（音響監督）
※ 特記のない限り全て音響監督としての参加

### テレビアニメ
1989年
- ダッシュ!四駆郎

1996年
- YAT安心!宇宙旅行

1997年
- BURN-UP EXCESS

1998年
- YAT安心!宇宙旅行2

1999年
- Blue Gender

2000年
- OH!スーパーミルクチャン

2001年
- 仰天人間バトシーラー
- サイボーグ009 THE CYBORG SOLDIER
- あぃまぃみぃ!ストロベリー・エッグ
- まほろまてぃっく
- サラリーマン金太郎
- パチスロ貴族 銀

2002年
- まほろまてぃっく 〜もっと美しいもの〜
- SAMURAI DEEPER KYO
- 爆闘宣言ダイガンダー

2003年
- 超ロボット生命体トランスフォーマー マイクロン伝説
- 冒険遊記プラスターワールド
- まっすぐにいこう。（第1期）
- ワンダーベビルくん
- ギルガメッシュ

2004年
- マリア様がみてる
- トランスフォーマー スーパーリンク
- パンダーゼット
- まっすぐにいこう。（第2期）
- 恋風
- マシュマロ通信
- マリア様がみてる 〜春〜
- 神無月の巫女
- 学園アリス
- この醜くも美しい世界

2005年
- ああっ女神さまっ
- Canvas2 〜虹色のスケッチ〜
- 銀盤カレイドスコープ
- BLOOD+（音響演出）
- かりん

2006年
- ワンワンセレプー それゆけ!徹之進
- ああっ女神さまっ それぞれの翼
- 姫様ご用心
- NIGHT HEAD GENESIS
- イノセント・ヴィーナス
- ときめきメモリアル Only Love
- 護くんに女神の祝福を!
- 009-1

2007年
- 京四郎と永遠の空
- Venus Versus Virus
- 獣装機攻ダンクーガノヴァ
- 鋼鉄神ジーグ
- ななついろ★ドロップス
- ZOMBIE-LOAN
- BACCANO! -バッカーノ!-
- ご愁傷さま二ノ宮くん
- こどものじかん
- バンブーブレード
- レンタルマギカ
- ああっ女神さまっ 闘う翼

2008年
- 破天荒遊戯
- 乃木坂春香の秘密
- スレイヤーズREVOLUTION
- ケメコデラックス!
- まかでみ・WAっしょい!

2009年
- 11eyes
- かなめも
- 鋼殻のレギオス
- ささめきこと
- スレイヤーズEVOLUTION-R
- 生徒会の一存
- 戦国BASARA
- 宙のまにまに
- 乃木坂春香の秘密 ぴゅあれっつぁ♪
- まほろまてぃっく特別編 ただいま◆おかえり
- マリア様がみてる 4thシーズン

2010年
- 神のみぞ知るセカイ
- ジュエルペット てぃんくる☆
- 戦国BASARA弐
- 伝説の勇者の伝説
- 薄桜鬼
- 薄桜鬼 碧血録
- パンティ&ストッキングwithガーターベルト
- FORTUNE ARTERIAL 赤い約束
- ヨスガノソラ

2011年
- アスタロッテのおもちゃ!
- いつか天魔の黒ウサギ
- 神のみぞ知るセカイII
- これはゾンビですか?
- ジュエルペット サンシャイン
- そふてにっ
- ダンタリアンの書架
- デッドマン・ワンダーランド
- Fate/Zero
- BLOOD-C
- マケン姫っ!

2012年
- あっちこっち
- Another
- ガールズ&パンツァー
- カンピオーネ! 〜まつろわぬ神々と神殺しの魔王〜
- この中に1人、妹がいる!
- これはゾンビですか? オブ・ザ・デッド
- PSYCHO-PASS サイコパス
- ジュエルペット きら☆デコッ!
- ジョジョの奇妙な冒険
- じょしらく
- ソードアート・オンライン
- パパのいうことを聞きなさい!

2013年
- 神のみぞ知るセカイ 女神篇
- キルラキル
- ぎんぎつね
- 幻影ヲ駆ケル太陽
- ジュエルペット ハッピネス
- 東京レイヴンズ
- まんがーる!

2014年
- 悪魔のリドル
- ウィッチクラフトワークス
- PSYCHO-PASS サイコパス 2
- シドニアの騎士
- ジョジョの奇妙な冒険 スターダストクルセイダース
- selector infected WIXOSS
- selector spread WIXOSS
- 戦国BASARA Judge End
- ソードアート・オンラインII
- Fate/stay night [Unlimited Blade Works]
- まじっく快斗1412
- レディ ジュエルペット

2015年
- ケイオスドラゴン 赤竜戦役
- シドニアの騎士 第九惑星戦役
- パンチライン
- ゆるゆり さん☆ハイ!
- ゆるゆり なちゅやちゅみ!+
- 六花の勇者

2016年
- 亜人
- この素晴らしい世界に祝福を!
- ジョーカー・ゲーム
- ジョジョの奇妙な冒険 ダイヤモンドは砕けない
- タイムボカン24
- タブー・タトゥー
- ねじ巻き精霊戦記 天鏡のアルデラミン
- ファンタシースターオンライン2 ジ アニメーション
- ふらいんぐうぃっち
- ベルセルク
- 僕だけがいない街
- マジきゅんっ!ルネッサンス
- レガリア The Three Sacred Stars
- Lostorage incited WIXOSS

2017年
- アトム ザ・ビギニング
- アリスと蔵六
- この素晴らしい世界に祝福を!2
- スクールガールストライカーズ Animation Channel
- DIVE!!
- バチカン奇跡調査官
- Fate/Apocrypha
- プリンセス・プリンシパル
- 幼女戦記
- タイムボカン 逆襲の三悪人

2018年
- 学園BASARA
- キャプテン翼
- グランクレスト戦記
- 殺戮の天使
- ジョジョの奇妙な冒険 黄金の風
- 青春ブタ野郎はバニーガール先輩の夢を見ない
- 博多豚骨ラーメンズ
- プラネット・ウィズ
- ラストピリオド -終わりなき螺旋の物語-
- Lostorage conflated WIXOSS
- ソードアート・オンライン アリシゼーション

2019年
- 魔法少女特殊戦あすか
- ワンパンマン（第2期）
- まちカドまぞく
- Fate/Grand Order -絶対魔獣戦線バビロニア-
- 叛逆性ミリオンアーサー
- PSYCHO-PASS サイコパス 3

2020年
- 空挺ドラゴンズ
- 富豪刑事 Balance:UNLIMITED
- 戦翼のシグルドリーヴァ

2021年
- WIXOSS DIVA(A)LIVE
- 戦闘員、派遣します!
- BLUE REFLECTION RAY/澪
- ビルディバイド -＃000000-
- Levius

2022年
- ジョジョの奇妙な冒険 ストーンオーシャン
- 薔薇王の葬列
- うる星やつら (2022年版)
- まちカドまぞく 2丁目
- 東京24区
- 万聖街

2023年
- トランスフォーマー アーススパーク
- キャプテン翼シーズン2 ジュニアユース編
- この素晴らしい世界に爆焔を!
- 七つの魔剣が支配する
- ビーストウォーズ 超生命体トランスフォーマー アゲイン

2024年
- 魔法使いになれなかった女の子の話
- この素晴らしい世界に祝福を!3
- ネガポジアングラー
- やり直し令嬢は竜帝陛下を攻略中
- うる星やつら (2022年版・第2期)
- GAMERA -Rebirth-

2025年
- 信じていた仲間達にダンジョン奥地で殺されかけたがギフト『無限ガチャ』でレベル9999の仲間達を手に入れて元パーティーメンバーと世界に復讐&『ざまぁ!』します!
- ガンバレ!中村くん!!
- 青春ブタ野郎はサンタクロースの夢を見ない

### OVA
1990年
- ガッデム
- SOL BIANCA
- 緑野原迷宮

1991年
- がんばれゴエモン 次元城の悪夢
- 孔雀王3 櫻花豊穣
- DETONATORオーガン
- 炎の転校生
- マネーウォーズ 狙われたウォーターフロント計画

1992年
- あばしり一家
- 甲竜伝説ヴィルガスト
- D-1 DEVASTATOR
- BASTARD!! -暗黒の破壊神-
- 花平バズーカ
- 間の楔

1993年
- THE 八犬伝 〜新章〜
- ツインビー ウィンビーの1/8パニック

1994年
- 青空少女隊
- マジカルトワイライト
- おたくの星座
- マーズ

1995年
- 精霊使い
- クール・ディバイシスシリーズ

1996年
- ミュータント・タートルズ 超人伝説編
- BURN-UP W
- プロトンザウルス 愛玩少女
- バイストン・ウェル物語 ガーゼィの翼
- ウルトラマン超闘士激伝
- 小鉄の大冒険

1997年
- 闘神都市II

1998年
- チューリップ海岸物語

1999年
- 快刀乱麻 THE ANIMATION
- ツインビーPARADISE
- ときめきメモリアル

2000年
- 真ゲッターロボ対ネオゲッターロボ
- 炎のらびりんす

2001年
- エイリアン9
- マジンカイザー

2003年
- マジンカイザー 死闘!暗黒大将軍

2004年
- 新ゲッターロボ

2005年
- 撲殺天使ドクロちゃん
- プレイヤーズ

2006年
- 大魔法峠
- マリア様がみてる 3rdシーズン

2007年
- 撲殺天使ドクロちゃん2

2008年
- switch
- らんま1/2 悪夢!春眠香

2010年
- ムダヅモ無き改革 -The Legend of KOIZUMI-
- SEX PISTOLS
- トリコ
- ひよ恋 ※夏ドキッ★りぼんっ子パーティー55上映作品
- マジンカイザーSKL
- 百合星人ナオコサン

2011年
- ああっ女神さまっ いつも二人で
- 薄桜鬼 雪華録

2012年
- 乃木坂春香の秘密 ふぃな〜れ♪

2013年
- OVAの中に1人、妹がいる!
- 参乗合体 トランスフォーマーGo!

2014年
- ゆるゆり なちゅやちゅみ!

2017年
- Lostorage conflated WIXOSS -missing link-
- この素晴らしい世界に祝福を！2

2018年
- ガールズ&パンツァー 最終章第1話

2019年
- ガールズ&パンツァー 最終章第2話

2021年
- プリンセス・プリンシパル Crown Handler 第1章
- ガールズ&パンツァー 最終章第3話

### 劇場アニメ
1998年
- ビーストウォーズII 超生命体トランスフォーマー ライオコンボイ危機一髪!

2000年
- 劇場版 ああっ女神さまっ

2007年
- 空の境界

2009年
- センコロール

2011年
- 劇場版 戦国BASARA -The Last Party-
- 劇場版 ハヤテのごとく! HEAVEN IS A PLACE ON EARTH

2012年
- 映画ジュエルペット スウィーツダンスプリンセス
- 劇場版 BLOOD-C The Last Dark

2013年
- 攻殻機動隊 ARISE

2015年
- アキの奏で
- 亜人
- ガールズ&パンツァー 劇場版
- 劇場版 PSYCHO-PASS サイコパス
- 攻殻機動隊 新劇場版

2016年
- CYBORG009 CALL OF JUSTICE
- 劇場版selector destructed WIXOSS

2017年
- 劇場版 ソードアート・オンライン -オーディナル・スケール-
- BLAME!

2018年
- ニンジャバットマン

2019年
- PSYCHO-PASS Sinners of the System Case.1，Case.2, Case.3
- 劇場版 幼女戦記
- 映画 この素晴らしい世界に祝福を!紅伝説
- HELLO WORLD
- HUMAN LOST 人間失格
- 青春ブタ野郎はゆめみる少女の夢を見ない

2021年
- シドニアの騎士 あいつむぐほし
- 神在月のこども
- Fate/Grand Order -冠位時間神殿ソロモン-
- アイの歌声を聴かせて
- 劇場版ソードアート・オンライン プログレッシブ 星なき夜のアリア

2022年
- 劇場版ソードアート・オンライン プログレッシブ 冥き夕闇のスケルツォ
- 青春ブタ野郎はおでかけシスターの夢を見ない
- 青春ブタ野郎はランドセルガールの夢を見ない

2023年
- SAND LAND
- 劇場版 シルバニアファミリー フレアからのおくりもの

### Webアニメ
2008年
- ペンギン娘 はぁと

2010年
- SOSTV ワルプルギスナイトフィーバー

2018年
- 異世界居酒屋〜古都アイテーリアの居酒屋のぶ〜

2019年
- Levius -レビウス-

2024年
- SAND LAND: THE SERIES

### 映画
2001年
- ピストルオペラ（音響）

2005年
- オペレッタ狸御殿（音響デザイン）

2010年
- KING GAME キングゲーム
- 七瀬ふたたび The Movie
- 死刑台のエレベーター

2011年
- ラビット・ホラー3D

### Vシネマ
1986年
- ギニーピッグ4 ピーターの悪魔の女医さん（音響）

1994年
- バナナ白書 何でもありの僕と…彼女
- バナナ白書2 ※第3話「夢であえたら」

### 吹き替え
※ 特記のない限り全てビデオ及びDVD版。特記のない限り全て演出としての参加。
1991年
- ネバーエンディング・ストーリー 第2章
- フランケンシュタイン/禁断の時空

1992年
- オン・ジ・エアー
- パイレーツ/この恋、火気厳禁!

1993年
- 怪奇の館〜レイ・ブラッドベリ・シアター（テレビ版、テレビ東京）
- バーチャル・ウォーズ
- マンボ・キングス/わが心のマリア
- ザ・ハルマゲドン/ワーロック リターンズ
- プロフェッショナル
- ロレンツォのオイル/命の詩

1994年
- マルコムX
- シャドー・チェイサー2
- 鉄の顔を持つ男
- バラ色の選択

1995年
- バイカーマイス（テレビ版、衛星アニメ劇場）
- 羊たちの沈没
- サイレンサー 地球侵略

1996年
- バーチャル・ウォーズ ディレクターズカット版
- マッド・ラブ
- フォー・ルームス
- 光る眼

1997年
- ナッティ・プロフェッサー クランプ教授の場合
- すべてをあなたに
- みにくいアヒルの子
- エディー 勝利の天使

1998年
- ビーグル犬 シャイロ2
- 普通じゃない
- ノーマ・ジーンとマリリン

1999年
- プラクティカル・マジック
- 知らなすぎた男
- スティル・ブラック

2000年
- マトリックス
- サウスパーク/無修正映画版
- ロミオ・マスト・ダイ
- フォーエバー・フィーバー
- パーフェクトストーム
- ハイランダー/最終戦士
- ライラ フレンチKISSをあなたと
- ラストデイズ
- ヴァンピレラ

2001年
- エクソシスト ディレクターズカット版
- X-MEN
- クロコダイルの涙
- シャンハイ・ヌーン
- ロンドン・ドッグス
- ロンメルズ・ゴールド
- ゼイ・イート・ドッグス
- ふたりの男とひとりの女
- ハード・トゥ・ダイ
- サイバー・ジャック
- マーシャル・エンジェル
- 東京攻略
- 誘拐犯
- DENGEKI 電撃

2002年
- スパイキッズ
- スクービー・ドゥー
- スコーピオン
- スコーピオン・キング
- ケイブマン
- ヒューマンネイチュア
- キラータトゥー
- ギリーは首ったけ
- モンキーボーン
- タイムマシン
- ガールズ・ルール! 100%おんなのこ主義
- 裏切り者
- トレーニング・デイ

2003年
- ジェイソンX
- ブラック・ダイヤモンド
- スパイキッズ2 失われた夢の島
- マトリックス リローデッド
- ローカルボーイズ
- 世界の涯てに
- TAXi3
- アニマトリックス
- スパイチーム
- ショウタイム
- ゴーストシップ
- 荒野のマニト
- 人生狂騒曲
- ビー・バッド・ボーイズ

2004年
- マトリックス レボリューションズ
- ロイヤル・セブンティーン
- スクービー・ドゥー2 モンスターパニック
- マッチスティック・メン
- スパイキッズ3-D:ゲームオーバー
- ヒロイック・デュオ 英雄捜査線
- シモーヌ
- バリスティック

2005年
- コンスタンティン
- シンデレラ・ストーリー
- バットマン ビギンズ
- エクソシスト・ビギニング
- ICHIGEKI 一撃

2006年
- 蝋人形の館
- セブンソード
- V・フォー・ヴェンデッタ
- デュークス・オブ・ハザード

2008年
- 紀元前1万年
- ダークナイト
- デンジャラス・ビューティー2（テレビ版）

2009年
- サマンサ Who?（テレビ版、AXN）
- ヘルライド

2012年
- サイコ

2013年
- 死霊のはらわた

2014年
- 愛しのゴースト

2015年
- ベストマン -シャイな花婿と壮大なる悪夢の2週間-

2019年
- スパイダーマン:スパイダーバース（音響監督）

2020年
- 羅小黒戦記 ぼくが選ぶ未来（音響監督）

2023年
- スパイダーマン:アクロス・ザ・スパイダーバース
- トランスフォーマー/ビースト覚醒

2024年
- トランスフォーマー/ONE

### CDドラマ
1992年
- サンダーバード秘密基地セット

2007年
- TRPG ナイトウィザードリプレイ 最果てで君を待つ扉 最果ての数式

### ラジオドラマ
特記のない限り全て演出としての参加。
1993年
- 宇宙英雄物語（音響演出）
- ツインビーPARADISE

1995年
- もっと!ときめきメモリアル

1997年
- クリック&デッド NETWAYスイーパーズ

1998年
- メタルギアソリッド

2008年
- ときメモ!（『ときメモ!ラジオ ゆめぎの高校放送室』内）

### ゲーム
1999年
- ビーストウォーズメタルス 激突!ガンガンバトル（ボイスパート監督）

2010年
- Another Century's Episode:R

### その他
2009年
- EXILE 愛すべき未来へ ビデオクリップ

2016年
- 人形劇『Thunderbolt Fantasy 東離劍遊紀』（音響監督）

## 参加作品（監督、脚本・脚色）

### テレビアニメ（監督、脚本・脚色）
1993年
- ミュータント・タートルズ（脚色、演出）※テレビ東京版

1994年
- X-MEN（演出）※テレビ東京版

1996年
- アイアンマン（演出）

1997年
- ビーストウォーズ 超生命体トランスフォーマー（脚色、監督）

1999年
- 装甲救助部隊レストル（演出）
- ビーストウォーズメタルス 超生命体トランスフォーマー（脚色、監督）

2004年
- 超生命体トランスフォーマー ビーストウォーズリターンズ（監督）

2010年
- トランスフォーマー アニメイテッド（演出）

2012年
- 超ロボット生命体 トランスフォーマー プライム（演出）

2019年
- トランスフォーマー サイバーバース（脚色、演出）

### 劇場アニメ（監督、脚本・脚色）
1998年
- CG版ビーストウォーズ 激突! ビースト戦士（監督）
- CG版ビーストウォーズメタルス（監督）

1999年
- 超生命体トランスフォーマー ビーストウォーズメタルス コンボイ大変身!（監督）

### 映画（監督、脚本・脚色）
1991年
- アイドル誕生物語 Niki-Niki伝説（監督）

2011年
- ヒカリ（監督）

### Vシネマ（監督、脚本・脚色）
1988年
- ザ・ギニーピッグ2 ノートルダムのアンドロイド（脚本）

1991年
- 彼女3 Kanojyo No Sanjyou（監督）

1994年
- バナナ白書 何でもありの僕と…彼女（監督、脚本）
- バナナ白書2 ハートに純情、股間にハチマキ（監督、脚本）